# Junior Agogo
Manuel Agogo – detto Junior – (Accra, 1º agosto 1979 – Londra, 22 agosto 2019) è stato un calciatore ghanese, di ruolo attaccante.

## Biografia
Manuel Agogo nasce ad Accra il 1º agosto del 1979, passando poi la sua infanzia nel Regno Unito, prima di ritornare in Ghana per completare gli studi.
Nel 2015 viene colpito da ictus che gli lascia danni permanenti.
Muore il 22 agosto 2019 in un ospedale di Londra, all'età di quarant'anni.

## Carriera

### Club

#### Sheffield Wednesday
Agogo iniziò la sua carriera calcistica allo Sheffield Wednesday nel 1995, collezionando però solo due presenze tra le file degli Owls. Nella stagione 1999-2000 venne così mandato in prestito in diversi club: Oldham Athletic, Chester City, Chesterfield e Lincoln City. A Chester segna un gol contro il Cheltenham Town nell'ottobre 1999 quando, dopo una progressione da centrocampo, liberò un tiro imparabile per il portiere della squadra ospite.

#### Negli Stati Uniti
Nel 2000, dopo aver lasciato lo Sheffield Wednesday, si trasferisce negli Stati Uniti per giocare tra le file dei Chicago Fire, squadra che milita nella Major League Soccer. Fu però subito ceduto ai Colorado Rapids dopo solo una partita. Agogo segnò 15 reti in 32 partire giocate, rinforzando notevolmente il reparto offensivo della squadra di Commerce City.
A giugno del 2001 venne ceduto ai San Jose Earthquakes in cambio di Chris Carrieri. Giocò tutto il 2001 con gli Earthquakes, ma all'inizio del 2002 perse il posto in squadra per l'arrivo di Devin Barclay; Agogo si vide così costretto ad abbandonare la California.

#### Il ritorno in Inghilterra
Tornò in Inghilterra per accasarsi al Queens Park Rangers, fino all'inizio della stagione 2002-2003 quando lasciò il QPR per andare nel Barnet, dove segnò 21 reti.

#### Bristol Rovers
Nell'estate del 2003 lasciò il Barnet per andare al Bristol Rovers, squadra di Football League Two, dove giocò le prime 13 gare.
Nella stagione successiva segnò 22 gol in tutte le competizioni in cui il Bristol prese parte. Nella stagione 2005-2006 partì da titolare in 44 partite, mettendo a segno 18 gol.

#### Nottingham Forest
Il 20 agosto 2006 viene ingaggiato dalla squadra di League One del Nottingham Forest, facendo il suo debutto nella vittoria per 4-0 contro il Chesterfield, partita giocata al City Ground di Nottingham il 3 settembre 2006. Il suo primo gol con la maglia del Forest fu quello del 3-1 della partita giocata il 30 settembre 2006 contro lo Swansea City.
Segnò la prima tripletta della sua carriera in una partita contro il Gillingham, mettendo a segno tre dei quattro gol del Nottingham Forest.

#### Zamalek
Il 2 luglio 2008, Junior Agogo firma per la squadra egiziana dello Zamalek SC che, proprio in quel periodo, stava cercando una punta di ruolo. Scelse la maglia numero 19, ma più tardi indossò la numero 9 dopo che un altro giocatore dello Zamalek SC, Amr Zaki, partì in prestito per un anno al Wigan Athletic F.C.. Nella stagione disputata nelle file della squadra egiziana, Agogo ha disputato 15 incontri mettendo a segno 4 reti.

#### Apollon Limassol
Agogo il 5 agosto 2009 passa nella squadra cipriota dell'Apollon Lemesos firmando un contratto di due anni. Nelle due stagioni disputate nel campionato nazionale, l'attaccante ghanese gioca 24 partite andando in rete 6 volte.

### Hibernian Football Club
Agogo, dopo due anni nell'Apollōn Limassol, nel luglio del 2011 si trasferisce nella Scottish Premier League firmando un contratto di durata annuale con l'Hibernian, la squadra di Edimburgo allenata da Colin Calderwood che ha allenato il giocatore ghanese già ai tempi del Nottingham Forest. Agogo ha segnato il suo primo gol con i biancoverdi il 24 settembre 2011 nel pareggio per 3-3 contro il Dundee Utd.

### Nazionale

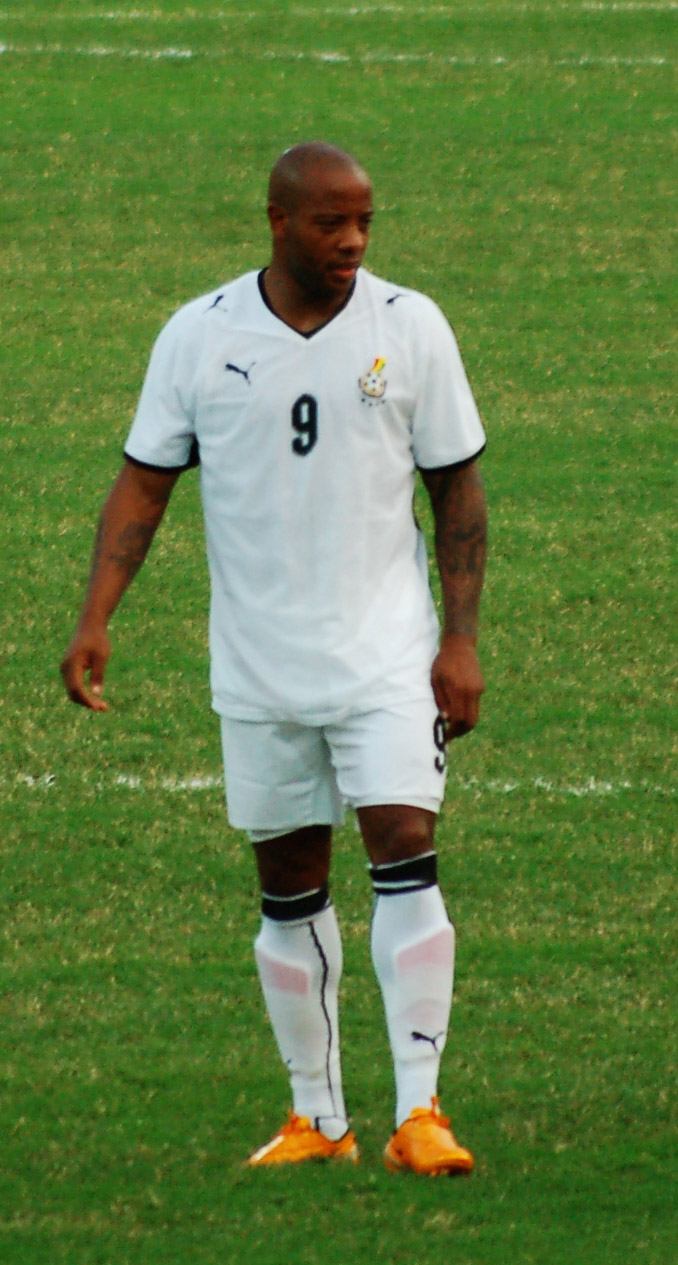
Junior Agogo con la maglia del Ghana

Nel maggio 2006 fu convocato dal Ghana per un'amichevole contro l'Nizza; non è però entrato a far parte dei convocati per il campionato del mondo 2006. Tuttavia ha fatto parte del tour in Asia in cui il Ghana incontrò il Giappone e la Corea del Sud.
Il 14 novembre del 2006 realizzò il suo primo gol per la Nazionale del Ghana, durante una partita amichevole internazionale contro la Nazionale australiana pareggiata 1-1 al Loftus Road Stadium in Inghilterra. Ha anche segnato il terzo gol nella vittoria del Ghana per 4-1 sulla Nigeria giocata a Brenford's Griffin Park.
Nel 2008 fu convocato dalla squadra del Ghana per la Coppa delle nazioni africane 2008. Giocò il primo incontro della Coppa, aiutando il Ghana a vincere 2-1 contro la Guinea, dopo aver preso il palo con un colpo di testa al ventesimo minuto di gioco. Poi segnò un gol nella partita seguente contro la Namibia, sfruttando il cross di Michael Essien, l'unico gol della partita finita con la vittoria del Ghana per 1-0.